# ذيل الفأر اللابتلي
ذيل الفأر اللابتلي (الاسم العلمي:Myosurus apetalus) هو نوع من النباتات يتبع جنس ذيل الفأر من الفصيلة الحوذانية.